# Grande unification
Pour les articles homonymes, voir GUT.
Ne pas confondre avec l'unification, un concept de logique formelle.

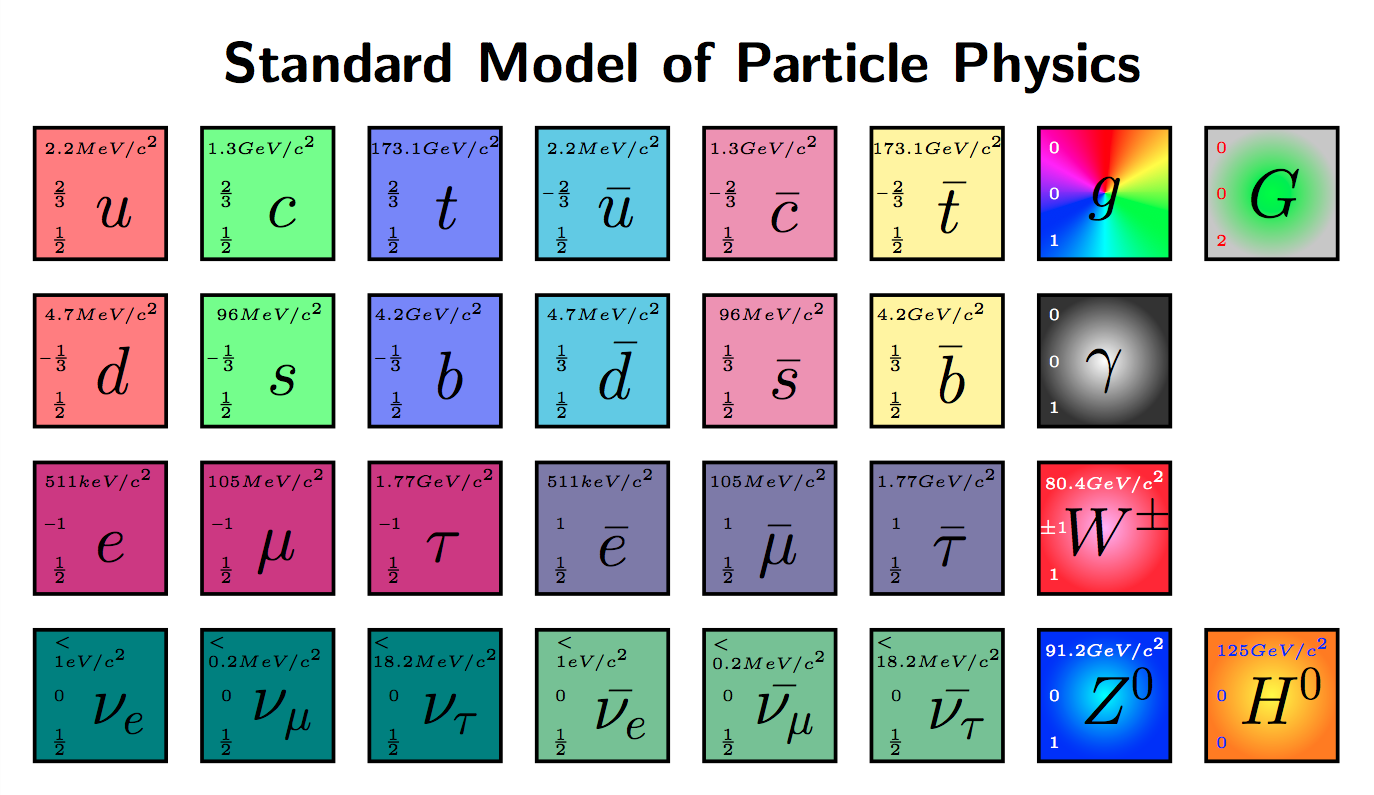
Particules du modèle standard de la physique, sur lesquelles se basent les théories GUT.

En physique théorique, une théorie de grande unification, encore appelée GUT (pour Grand Unified Theory en anglais) est un modèle de la physique des particules dans lequel les trois interactions de jauge du modèle standard (électromagnétique, nucléaire faible et nucléaire forte) fusionnent en une seule à hautes énergies. Cette interaction unifiée est caractérisée par une symétrie de jauge plus grande et donc plusieurs vecteurs de force, mais une seule constante de couplage unifiée. Si une grande unification est vérifiée dans la nature, alors il est possible que dans le tout début de l'Univers il ait existé une ère de grande unification dans laquelle les forces fondamentales ne faisaient qu'une.
Dans son état actuel, le modèle standard, bien que très précis, possède néanmoins beaucoup de paramètres libres et en particulier décrit les trois interactions fondamentales précédentes avec trois constantes de couplage différentes.
L'unification de la gravité avec les trois autres interactions fournirait une théorie du tout et non plus une grande unification. Par contre, les théories de grande unification devraient tracer le chemin vers une théorie du tout.
Au début du XXIe siècle, aucune GUT n'a encore convaincu de sa réussite complète.

## Unification en physique
D'une façon générale, il est naturel en physique de chercher à unifier la description des interactions. James C. Maxwell a été le premier à effectuer l'unification des phénomènes magnétique et électrique avec sa théorie de l'électromagnétisme. Avec l'avènement de la mécanique quantique et le développement de la version quantique de l'électromagnétisme – plus précisément d'une « théorie quantique des champs » – appelée électrodynamique quantique, il a été possible de fusionner cette dernière avec l'interaction faible, plus récemment découverte, au sein de la théorie électrofaible. La découverte par la suite de la chromodynamique quantique expliquant la structure du noyau atomique en termes de quarks sera alors la dernière pièce de l'édifice constitué par le modèle standard qui incorpore les trois interactions dans une théorie unifiée basée sur un groupe de jauge {\displaystyle SU(3)\times SU(2)\times U(1)\,} .